# Lodeinoje Pole
Lodeinoje Pole (russisch Лодейное Поле) ist eine Stadt in der nordwestrussischen Oblast Leningrad. Sie hat 18.444 Einwohner (Stand 1. Januar 2024).

## Geografie
Die Stadt liegt etwa 240 km nordöstlich der Oblasthauptstadt Sankt Petersburg am linken Ufer des Swir, welcher Onegasee und Ladogasee verbindet.
Lodeinoje Pole ist der Oblast Leningrad administrativ direkt unterstellt und zugleich Verwaltungszentrum des gleichnamigen Rajons.

## Geschichte
Der Ort entstand 1702 an der Straße von Sankt Petersburg nach Archangelsk (dem Archangelsker Trakt) im Zusammenhang mit der von Zar Peter I. befohlenen Errichtung der Olonezer Schiffswerft am Swir, benannt nach ihrer Lage im Kreis (Ujesd) Olonez. 1703 und 1704 entstanden hier unter dem Kommandanten Iwan Jakowlew die ersten Schiffe für die Baltische Flotte des Russischen Reiches. Ein weiterer Schiffbauer der Werft war Richard Brawn. Bis zur Schließung der Werft 1830 wurden über 400 Schiffe gebaut, darunter die Fregatte Mirny, eines der beiden Schiffe der ersten russischen Antarktisexpedition unter Lasarew und Bellingshausen, in deren Verlauf erstmals der Boden des antarktischen Kontinents betreten wurde.
1785 erhielt die Siedlung das Stadtrecht als Verwaltungszentrum eines Kreises unter dem heutigen Namen, der im Russischen wörtlich Schiffsfeld bedeutet. In der zweiten Hälfte des 19. Jahrhunderts entwickelte sich die Holzwirtschaft; die Stadt wurde zum Holzhandelszentrum und zugleich politischer Verbannungsort.
In sowjetischer Zeit befand sich in Lodeinoje Pole ein großes Besserungsarbeitslager (Gulag). Das Swir-ITL bestand von September 1931 bis Juli 1937. Die Insassenzahl betrug zeitweise über 47.000 Personen, die in der Holzgewinnung und -verarbeitung eingesetzt wurden. In direkter Nachbarschaft dazu lag später das Kriegsgefangenenlager 213, Swirstroj für deutsche Kriegsgefangene des Zweiten Weltkriegs.
Im Zweiten Weltkrieg („Fortsetzungskrieg“) kam die Frontlinie von Dezember 1941 bis zum Waffenstillstand im September 1944 über 1000 Tage in unmittelbarer Nähe der Stadt zum Stehen, als die finnischen Truppen vergeblich versuchten, den Swir zu forcieren.

### Bevölkerungsentwicklung
| Jahr | Einwohner |
| ---- | --------- |
| 1897 | 1.432     |
| 1926 | 7.200     |
| 1939 | 16.715    |
| 1959 | 17.485    |
| 1970 | 19.632    |
| 1979 | 23.214    |
| 1989 | 26.718    |
| 2002 | 22.830    |
| 2010 | 20.674    |

Anmerkung: Volkszählungsdaten (1926 gerundet)

## Kultur und Sehenswürdigkeiten

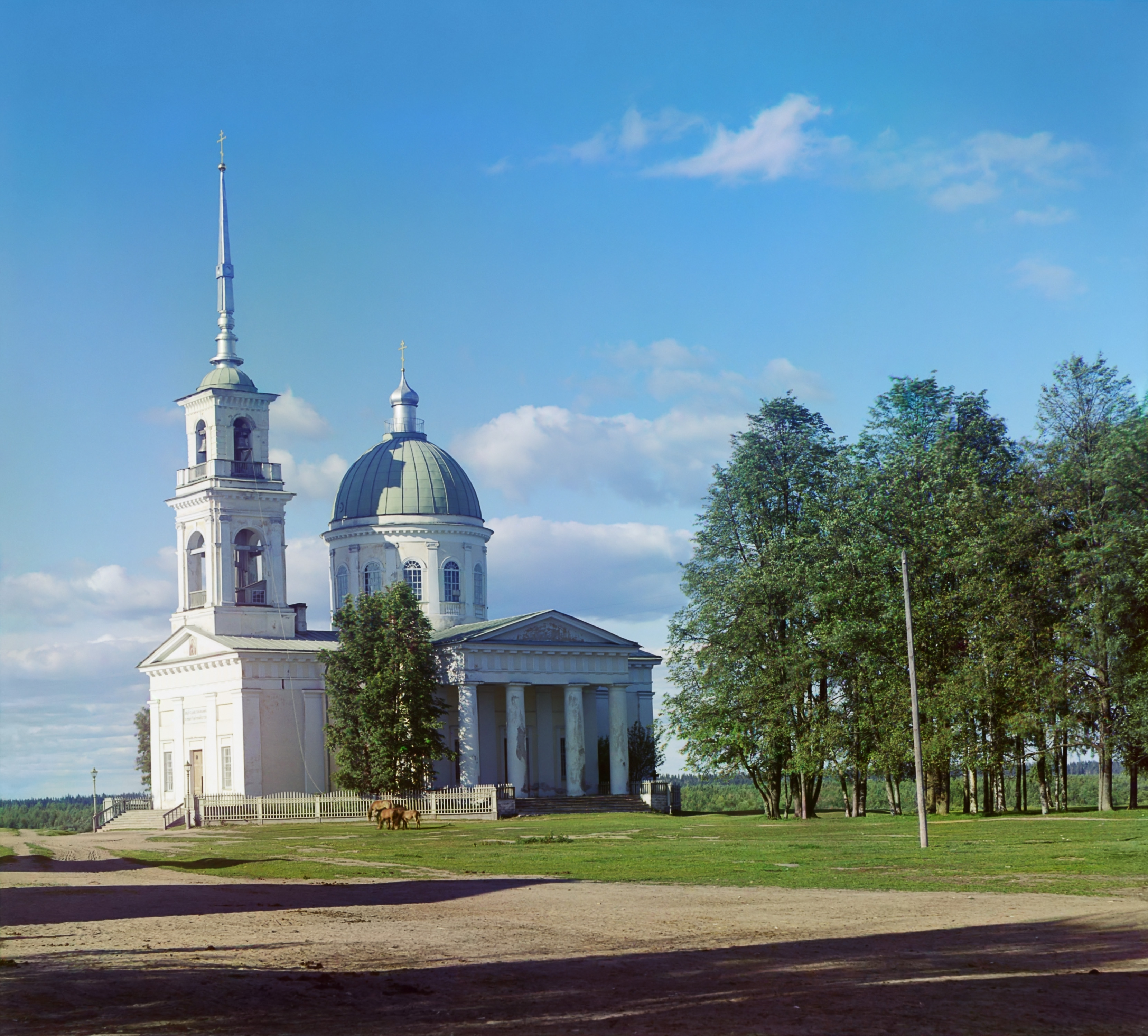
Peter-und-Pauls-Kirche in Lodeinoje Pole. Frühes Farbfoto von Prokudin-Gorski (um 1910)

Die Stadt besitzt ein Historisches und Heimatmuseum. An Stelle des früheren Häuschens Peters des Großen wurde bereits 1832 eine Gedenksäule errichtet. Zurzeit wird das Häuschen des Zaren originalgetreu wiedererrichtet, um nach Fertigstellung einen Teil des Heimatmuseums aufzunehmen.
An die Ereignisse des Zweiten Weltkrieges erinnert ein Swirskaja pobeda (Sieg am Swir) genannter Gedenkpark.
25 Kilometer von der Stadt entfernt liegt an der alten Straße nach Olonez das 1484 gegründete Alexander-Swirski-Dreifaltigkeitskloster (Троицкий Александро-Свирский монастырь/Troizki Alexandro-Swirski monastyr), welches eigentlich aus zwei Klöstern besteht: dem Dreifaltigkeitskloster (Троицкий монастырь/Troizki monastyr) und dem Christi-Verklärungs-Kloster (Преображенский монастырь/Preobraschenski monastyr).
Im Dreifaltigkeitskloster stehen die Dreifaltigkeitskathedrale (Троицкий собор/Troizki sobor) mit Fresken aus dem 17. und 18. Jahrhundert und Ikonostase aus dem 17. Jahrhundert, die Mariä-Schutz-und-Fürbitte-Kirche (Покровская церковь/Pokrowskaja zerkow) aus der ersten Hälfte des 17. Jahrhunderts (auf Grundmauern von 1533 bis 1536; restauriert 1969 bis 1976), das Refektorium sowie ein dreistöckiger Zeltdachglockenturm von 1647 bis 1674.
Im Christi-Verklärungs-Kloster sind die 1644 fertiggestellte Christi-Verklärungs-Kathedrale (Преображенский собор/Preobraschenski sobor) und der Mönchszellentrakt von 1677 bis 1689 erhalten.
Von 1918 bis in die 1950er Jahre befand sich auf dem Territorium des nach der Oktoberrevolution geschlossenen Klosters ein Lager für politische Gefangene. 1998 wurde das Kloster der Russisch-Orthodoxen Kirche zurückgegeben.

## Wirtschaft
Lodeinoje Pole ist Zentrum der Holzwirtschaft und der holzverarbeitenden Industrie. Daneben gibt es Betriebe der Baumaterialienwirtschaft sowie der Leicht- und Lebensmittelindustrie.
Bei der Siedlung Swirstroi des Rajons Lodeinoje Pole befindet sich das zwischen 1927 und 1936 nach dem GOELRO-Plan errichtete Untere Swir-Wasserkraftwerk (Nischneswirskaja GES) mit einer Leistung von 90 Megawatt (Inbetriebnahme der ersten Turbine 1933). Seine Rekonstruktion und Erhöhung der Leistung auf 110 Megawatt wurde 2016 unbefristet ausgesetzt.

## Verkehr
Die Stadt liegt an der zwischen 1914 und 1917 eröffneten Murmanbahn von Sankt Petersburg nach Murmansk (Streckenkilometer 242). Seit 1971 besteht eine Strecke nach Olonez, eine Verlängerung der bereits seit 1944 entlang des Ostufers des Ladogasees führenden Strecke nach Janisjarwi an der Strecke Sortawala–Petrosawodsk.
Durch Lodeinoje Pole führt die Fernstraße M18 Sankt Petersburg–Petrosawodsk–Murmansk, von der hier die Regionalstraße R37 nach Wytegra abzweigt.
Der Fluss Swir ist Teil des Wasserwegs von der Ostsee zum Weißen Meer (Weißmeer-Ostsee-Kanal) und zur Wolga (Wolga-Ostsee-Kanal).

## Söhne und Töchter der Stadt
- Anissim Moljarow (um 1677–1725), Schiffbauer und Wasserbauingenieur
- Ninel Nikolajewna Kusmina (1937–2020), Architektin und Restauratorin
- Sergei Tarakanow (* 1958), Basketballspieler und FIBA-Spielerberater